# Alegeri pentru Parlamentul European în Spania, 2009
Alegerile pentru Parlamentul Europena din Spania din 2009 au vizat alegerea delegației spaniole pentru Parlamentul European.

## Sondaje de opinie
| Institut de sondaj | Dată       | Sursă                                         | PSOE  | PP    | IU   | UPD  | Coaliția pentru Europa | Europa oamenilor - Verzii | Altele |
| El Mundo           | 11/04/2009 |                                               | 37.9% | 42.3% | 5%   | 4.4% | 4.3%                   | 2.2%                      | 3.9%   |
| Público            | 10/05/2009 |                                               | 40%   | 44%   | 3.5% | 3.7% | 4%                     | 1.7%                      | 2.2%   |
| La Razón           | 11/05/2009 | Arhivat în 21 iulie 2011, la Wayback Machine. | 39.9% | 42.8% | 5.1% | 3.4% | 4.6%                   | 2.2%                      | N.A.   |
| La Vanguardia      | 31/05/2009 | Arhivat în 11 iunie 2009, la Wayback Machine. | 42.5% | 40.9% | 3.2% | 3.3% | 4.9%                   | 2.2%                      | N.A.   |

## Rezultate
Rezultatele alegerilor europene din spania la data de 7 iunie 2009
| Partide și alianțe | Partide europene | voturi     | %     | Marja de eroare | locuri | Marja de eroare |
| --- | ---------------- | ---------- | ----- | --------------- | ------ | --------------- |
| Partidul popular (Partido Popular) | EPP              | 6,615,015  | 42.23 | +1.02           | 23     | -1              |
| Partidul Socialist al muncitorilor din Spania (Partido Socialista Obrero Español) | PES              | 6,032,500  | 38.51 | -4.95           | 21     | -4              |
| Coaliția pentru Europa (Coalición por Europa) - Convergența Democratica a Cataluniei (Convergència Democràtica de Catalunya) - Partidul Naționalist Basc (Partido Nacionalista Vasco/Euzko Alderdi Jeltzalea) - Uniunea Democratică a Cataluniei (Unió Democràtica de Catalunya) - Blocul Naționalist din Valencia (Bloc Nacionalista Valencià) - Uniunea din Mallorca (Unió Mallorquina) - Coaliția din Canare (Coalición Canaria) - Partidul Andaluz (Partido Andalucista)                                                                                    | ELDR, EPP, EDP   | 802,225    | 5.12  | -0.03           | 2      | ±0              |
| Opoziția(La Izquierda) - Opoziția Unită (Izquierda Unida) - Opoziția Unită Bască – The Greens (Ezker Batua – Berdeak) - Opoziția Unită și Alternativă (Esquerra Unida i Alternativa) - Inițiativa Verzilor din Catalunia (Iniciativa per Catalunya Verds) - Blocul pentru Austeritate (Bloque por Asturias) - Opoziția Republicana (Izquierda Republicana) | EL,EGP           | 583,708    | 3.73  | -0.38           | 2      | ±0              |
| Uniune, Progres și Democrație (Unión, Progreso y Democracia) | -                | 449,499    | 2.87  | +2.87           | 1      | +1              |
| Europa oamenilor – The Greens (Europa de los Pueblos – Los Verdes) - Opoziția Republicana a Cataluniei (Esquerra Republicana de Catalunya) - Blocul Naționalist Galician (Bloque Nacionalista Galego) - Eusko Alkartasuna - Aralar - Aragoneya Consiliului (Chunta Aragonesista) - Partidul Socialist din Mallorca – Nationalist Agreement (Partit Socialista de Mallorca – Entesa Nacionalista) - Acordul de Mallorca (Entesa per Mallorca) - Verzii(Els Verds) - Confederația Verzilor (Confederación de los Verdes) - Noile Canare (Nueva Canarias) - Unirea | EFA              | 391,962    | 2.50  | +0.05           | 1      | ±0              |
| Inițiativa Naționala – Solidaritatea între Oameni (Iniciativa Internacionalista – La Solidaridad entre los Pueblos) | -                | 175,892    | 1.12  | +1.12           | 0      | ±0              |
| Libertas – Cetățenii Spaniei (Libertas – Ciudadanos de España) - Citizens – Partidul Cetățenilor (Ciutadans – Partit de la Ciutadania) - Uniunea Populară Salamanca (Unión del Pueblo Salmantino) - Partidul Social Democrat (Partido Social Demócrata) | Libertas.eu      | 22,805     | 0.15  | +0.15           | 0      | ±0              |
| Altele |                  | 688,354    | 3.77  | +0.19           | 0      | ±0              |
| Total (prezență la vot 46.00%) |                  | 15,761,963 | 100   |                 | 50     | -4              |